# Morpho rothschildi
Morpho rothschildi är en fjärilsart som beskrevs av Le Moult 1927. Morpho rothschildi ingår i släktet Morpho och familjen praktfjärilar. Inga underarter finns listade i Catalogue of Life.